# Кіши-Айдархан
Кіши́-Айдарха́н (каз. Кіші Айдархан) — село у складі Жангалинського району Західноказахстанської області Казахстану. Входить до складу Жанажольського сільського округу.
У радянські часи село називалось Айдархан.
Населення — 113 осіб (2021; 252 у 2009, 277 у 1999, 366 у 1989).